# 林文鳳
林文鳳（1840年—1882年），諱萬得，字儀鄉，號丹軒。臺灣清治末期彰化阿罩霧庄人，是霧峰林家（頂厝系）的家族成員，為林奠國之長子、林文察之堂弟。

## 生平
林文鳳年輕時為人急公好義、樂善好施，許多人紛紛投靠林家。
1862年，爆發戴潮春之役。叛軍4月攻陷彰化縣城，5月進犯支持朝廷的霧峰林家。林家青壯此時大多追隨林文察與太平天國交戰，但林文鳳臨危不亂，先以洋槍和幾尊鐵炮讓人數占優勢的叛軍連攻3天仍無法得手，接著在得到支援後主動出擊，大敗叛軍，從此叛軍不敢再侵犯霧峰。亂事遭平定後，鄉里破壞甚鉅、人民流離失所，他便招集農夫重振鄉人生計。
清同治二年十二月，阿罩霧庄遭「野番」出草入侵，他率鄉人抵抗之，殺番數十人，自此野番未敢再侵擾阿罩霧庄。
1870年2月16日（清同治四年），林家下厝系的林文明遭臺灣鎮總兵楊在元與臺灣兵備道黎兆棠密令專員凌定國處決於彰化，城吏料想林氏必擁眾至，便可以圍城之罪治林文鳳等人，但林文鳳並未中計。

## 外部連結
- 臺灣記憶 - 林文鳳 （页面存档备份，存于）